# Burni Grogoh
Burni Grogoh är ett berg i Indonesien.   Det ligger i provinsen Aceh, i den västra delen av landet, 1 600 km nordväst om huvudstaden Jakarta. Toppen på Burni Grogoh är 1 246 meter över havet, eller 55 meter över den omgivande terrängen. Bredden vid basen är 0,50 km.
Terrängen runt Burni Grogoh är bergig åt sydväst, men åt nordost är den kuperad. Terrängen runt Burni Grogoh sluttar norrut.Runt Burni Grogoh är det mycket glesbefolkat, med 3 invånare per kvadratkilometer. I omgivningarna runt Burni Grogoh växer i huvudsak städsegrön lövskog.